# Budongo-Wald
Der Budongo-Wald (Budongo Forest Reserve) ist ein Wildschutzgebiet im Nordwesten Ugandas. Er umfasst 790 km² und grenzt südlich an den Murchison Falls National Park an. Das Gebiet besteht aus mehreren Waldstücken mit einer interessanten Tierwelt, wobei die Schimpansen mit einer Population von etwa 600 Individuen (Schätzung 2004) Hauptanziehungsgrund für die (wenigen) Touristen sind, die das Schutzgebiet besuchen. Auch für den hohen Artenreichtum der Vogelwelt ist das Gebiet bekannt.
Die nächste größere Stadt ist Masindi.